# Jersey óriás

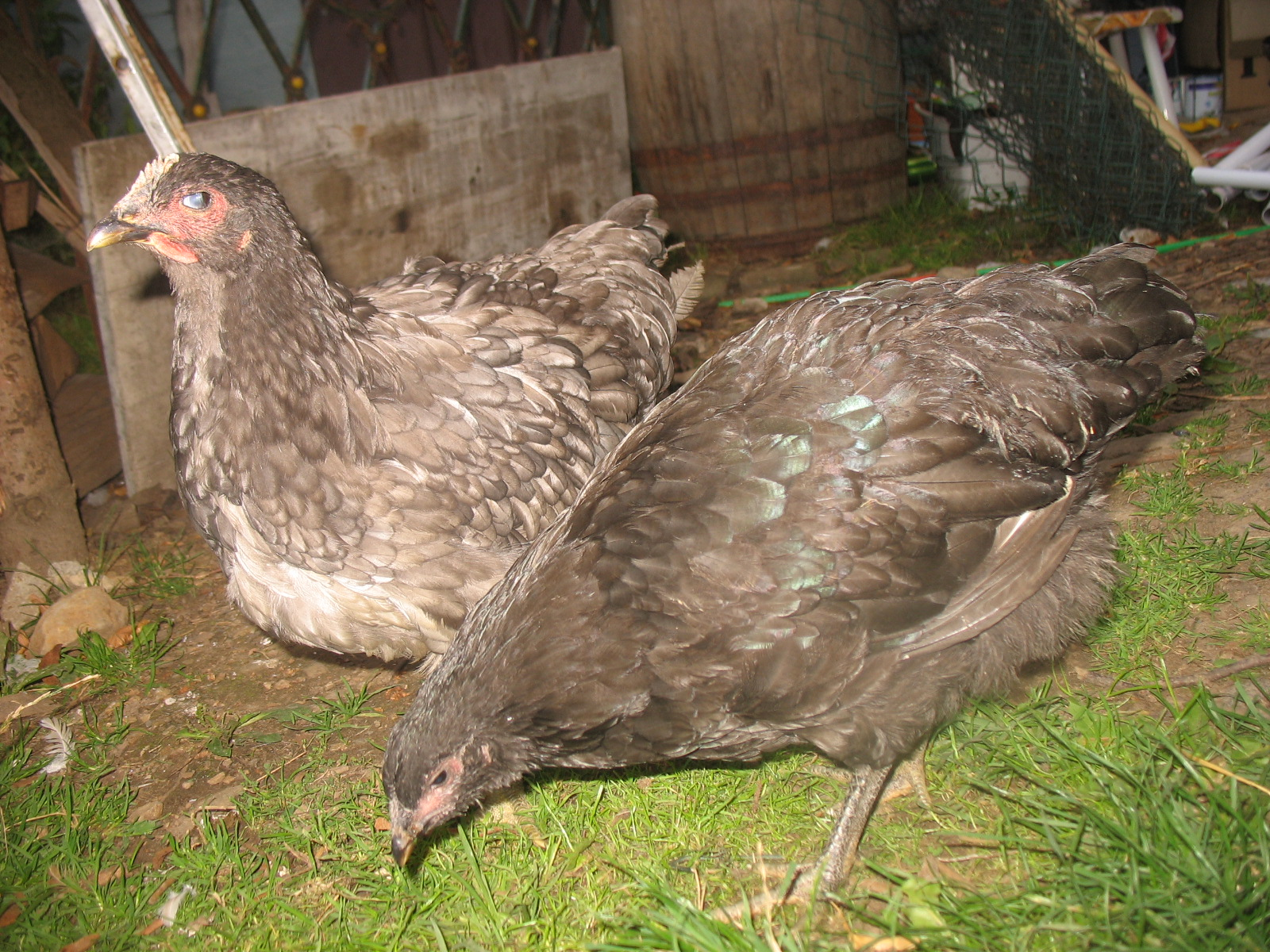
Jersey óriások

A jersey óriás Amerikában kitenyésztett tyúkfajta.

## Fajtatörténet
Fekete óriás jersey tyúkot a múlt század 1870–1880-as éveiben tenyésztették Jobstown mellett, New Jersey államban. A cél az volt, oly nagy tyúkot nyerni, amilyet csak lehetséges. A kitenyésztésnél különféle vér szerepelt éspedig: fekete jáva tyúk, sötét Brahma, ehhez később valamelyes fekete Langshon vér is keveredett. Más tenyésztők ugyancsak New Jersey államban fogolyszínű Cochinok, sávozott Plymouth Rock keresztezése által némi cornish vér bekeverésével hasonló egyedeket állítottak elő. Eleinte különféle színváltozatok mutatkoztak, csak később rögzítették meg a fekete színt zöldes ércfénnyel.

## Fajtabélyegek, színváltozatok
Háta széles, hosszú, nagy. Farktollazat nagy, telt, közepes magasságban viselt. Melltájék széles, mélyen hordott. Szárnyak közepesen nagyok, szélesek, a testhez simuló és horizontálisan hordott. Feje nagy és széles. Ara sima, piros. Szemek nagyok, sötétbarna. Csőr közepes nagyságú, erős, enyhén ívelt. Taraja egyszerű fűrészes tarajtípus, meglehetősen nagy, leggyakrabban 6 fogazattal. Füllebenyek közepes nagyságúak, pirosak. Toroklebeny közepes nagyságú, lekerekített, sima, piros. Nyaka közepesen hosszú, enyhén hajlított. Combok erősek, széles terpeszes állás. Csüd sima, erős, színe a fajta színváltozattól függ, ujjak hosszúak.
Színváltozatok: Fekete, fehér, kék.

## Tulajdonságok
Hatalmas tyúkfajták, széles terpeszben állnak.
| Általános tulajdonságok: | Általános tulajdonságok:          |
| ------------------------ | --------------------------------- |
| Súlya                    | kakas 4,5-5,5 kg, tojó 3,6-4,5 kg |
| Gyűrűmérete              | kakas 24, tojó 22                 |
| Tenyésztojás tömege      | 60 g                              |
| Tojáshéj színe           | sötétbarna                        |
| Éves tojáshozama         | 180 db                            |